# Kubok Rossii 2020-2021
La Coppa di Russia 2020-2021 (in russo Кубок России?, Kubok Rossii), conosciuta anche come Betcity Russian Cup per motivi di sponsorizzazione, è stata la 29ª edizione della coppa nazionale del calcio russo, iniziata il 5 agosto 2020 e terminata il 12 maggio 2021. Il Lokomotiv Mosca ha vinto questa edizione conquistando il trofeo per la nona volta nella sua storia.

## Formula
Al torneo partecipano 90 squadre provenienti dai primi quattro livelli del campionato russo di calcio:
- 16 squadre appartenenti alla Prem'er-Liga;
- 20 squadre appartenenti alla PFN Ligi;
- 54 squadre appartenenti alla PPF Ligi;
- I club della Terza Divisione non partecipano a causa della difficile situazione epidemiologica causata dalla diffusione di COVID-19.

Non partecipano al torneo le squadre riserve.

La formula del torneo ha subito cambiamenti: i partecipanti alle coppe europee entrano a partire dagli ottavi di finale (il resto delle squadre della Prem'er-Liga inizia il torneo dalla fase a gironi). La fase a gironi è composta da 10 gruppi di 3 squadre ciascuno: una proveniente dalla Prem'er-Liga, una dalla PFN Ligi e una dalla PPF Ligi). La fase di qualificazione si divide in un tabellone per i club di PFN Ligi e uno per i club di PPF Ligi.

## Primo turno
In questa fase entrano le squadre partecipanti alla PPF Ligi. Il sorteggio per il primo e per il secondo turno è stato effettuato il 29 luglio 2020.

### Zona Ovest e Centro
| Squadra 1         | Risultato       | Squadra 2              |
| ----------------- | --------------- | ---------------------- |
| 5 agosto 2020     |                 |                        |
| Metallurg Vidnoye | 1 – 0           | Kvant Obninsk          |
| Rodina Mosca      | 3 – 2           | Strogino Mosca         |
| Saturn            | 0 – 3           | Kolomna                |
| Tver'             | 0 – 0 (3-4 dtr) | Zvezda San Pietroburgo |
| Znamja Noginsk    | 1 – 0           | Znamja Truda           |
| Murom             | 2 – 1           | Rjazan'                |
| Krasnyy Smolensk  | 0 – 3           | Luki-Energia           |
| Kaluga            | 3 – 2           | Smolensk               |

### Zona Urali-Volga
| Squadra 1      | Risultato | Squadra 2             |
| -------------- | --------- | --------------------- |
| 5 agosto 2020  |           |                       |
| Lada-Togliatti | 0 – 3     | Volna Nizhegorodskaya |
| Zenit Iževsk   | 1 – 2     | Tjumen'               |

### Zona Sud
| Squadra 1       | Risultato | Squadra 2       |
| --------------- | --------- | --------------- |
| 5 agosto 2020   |           |                 |
| Anži            | 1 – 0     | Makhachkala     |
| Tuapse          | 0 – 2     | Kuban'          |
| Spartak Nal'čik | 5 – 0     | Essentuki       |
| Forte Taganrog  | 0 – 1     | Kuban' Cholding |

## Secondo turno

### Zona Est
| Squadra 1      | Risultato | Squadra 2      |
| -------------- | --------- | -------------- |
| 19 agosto 2020 |           |                |
| Novosibirsk    | 1 – 0     | Dinamo Barnaul |
| Čita           | 0 – 1     | Zenit Irkutsk  |

### Zona Ovest e Centro
| Squadra 1              | Risultato       | Squadra 2         |
| ---------------------- | --------------- | ----------------- |
| 19 agosto 2020         |                 |                   |
| Zvezda San Pietroburgo | 1 – 2           | Leningradec       |
| Luki-Energia           | 1 – 1 (4-5 dtr) | Dolgoprudnyj      |
| Torpedo Vladimir       | 0 – 2           | Rodina Mosca      |
| Kolomna                | 2 – 0           | Sachalin          |
| Avangard Kursk         | 1 – 2           | Kaluga            |
| Saljut Belgorod        | 1 – 0           | Metallurg Vidnoye |
| Sokol Saratov          | 2 – 1           | Murom             |
| Metallurg Lipeck       | 0 – 3           | Znamja Noginsk    |

### Zona Urali-Volga
| Squadra 1             | Risultato       | Squadra 2         |
| --------------------- | --------------- | ----------------- |
| 19 agosto 2020        |                 |                   |
| Volna Nizhegorodskaya | 0 – 0 (1-4 dtr) | Volga Ul'janovsk  |
| Tjumen'               | 1 – 2           | Zvezda Perm'      |
| KAMAZ                 | 1 – 1 (4-2 dtr) | Lada Dimitrovgrad |
| Čeljabinsk            | 3 – 0           | Nosta Novotroick  |

### Zona Sud
| Squadra 1          | Risultato | Squadra 2               |
| ------------------ | --------- | ----------------------- |
| 19 agosto 2020     |           |                         |
| Legion Dinamo      | 1 – 0     | Anži                    |
| Dinamo Stavropol'  | 4 – 1     | Spartak Nal'čik         |
| SKA Rostov         | 2 – 4     | Kuban' Cholding         |
| Kuban'             | 1 – 4     | Černomorec Novorossijsk |
| Biolog-Novokubansk | 3 – 0     | Družba Majkop           |
| Inter Čerkessk     | 2 – 3     | Mašuk-KMV Pjatigorsk    |

## Terzo turno

### PPF Ligi
A questo turno partecipano le 20 squadre vincenti il secondo turno. Il sorteggio è stato effettuato il 21 agosto 2020.

#### Zona Est
| Squadra 1        | Risultato       | Squadra 2   |
| ---------------- | --------------- | ----------- |
| 2 settembre 2020 |                 |             |
| Zenit Irkutsk    | 1 – 1 (4-3 dtr) | Novosibirsk |

#### Zona Ovest e Centro
| Squadra 1        | Risultato       | Squadra 2       |
| ---------------- | --------------- | --------------- |
| 2 settembre 2020 |                 |                 |
| Leningradec      | 2 – 1           | Dolgoprudnyj    |
| Kolomna          | 2 – 3           | Rodina Mosca    |
| Kaluga           | 0 – 0 (6-7 dtr) | Saljut Belgorod |
| Znamja Noginsk   | 0 – 0 (6-5 dtr) | Sokol Saratov   |

#### Zona Urali-Volga
| Squadra 1        | Risultato | Squadra 2  |
| ---------------- | --------- | ---------- |
| 2 settembre 2020 |           |            |
| Volga Ul'janovsk | 2 – 0     | KAMAZ      |
| Zvezda Perm'     | 3 – 1     | Čeljabinsk |

#### Zona Sud
| Squadra 1               | Risultato | Squadra 2          |
| ----------------------- | --------- | ------------------ |
| 2 settembre 2020        |           |                    |
| Mašuk-KMV Pjatigorsk    | 2 – 1     | Legion Dinamo      |
| Kuban' Cholding         | 3 – 4     | Dinamo Stavropol'  |
| Černomorec Novorossijsk | 4 – 0     | Biolog-Novokubansk |

### PFN Ligi
In questo turno entrano le squadre partecipanti alla PFN Ligi, escluse le squadre riserva. Il sorteggio è stato effettuato il 5 agosto 2020.
| Squadra 1              | Risultato       | Squadra 2           |
| ---------------------- | --------------- | ------------------- |
| 26 agosto 2020         |                 |                     |
| SKA-Chabarovsk         | 0 – 0 (8-7 dtr) | Fakel Voronež       |
| Tom' Tomsk             | 0 – 1           | Nižnij Novgorod     |
| Akron Togliatti        | 0 – 1           | Čertanovo           |
| Enisej                 | 2 – 1           | Volgar' Astrachan'  |
| Orenburg               | 2 – 1           | Alanija Vladikavkaz |
| Kryl'ja Sovetov Samara | 5 – 0           | Irtyš Omsk          |
| Neftechimik            | 0 – 1           | Dinamo Brjansk      |
| Veles Mosca            | 4 – 1           | Baltika             |
| Čajka Pesčanopskoe     | 0 – 2           | Tekstilščik Ivanovo |
| Torpedo Mosca          | 1 – 2           | Šinnik              |

## Fase a gironi
In questa fase entrano le 10 squadre della Prem'er-Liga che non partecipano alle coppe europee, le quali si uniscono alle 10 vincitrici della PFN Ligi e le 10 della PPF. Le 30 squadre partecipanti sono divise in 10 gruppi composti ciascuno da una squadra di RPL, una di PFN e una di PPF. Le squadre si incontrano in gare di sola andata, scontrandosi così tra di loro soltanto una volta. Alle squadre vincenti nel tempo regolamentare vengono assegnati 3 punti, per un pareggio ai tempi regolamentari e una vittoria ai rigori 2 punti, per un pareggio ai tempi regolamentari e una sconfitta ai rigori 1 punto, per una sconfitta nei tempi regolamentari non viene assegnato alcun punto. La squadra prima classificata di ciascun girone si qualifica per gli ottavi di finale.

Le gare sono state disputate il 15-17 e 23 settembre 2020 (1ª giornata), il 30 settembre/1º ottobre 2020 (2ª giornata) e il 21 ottobre/4 novembre 2020 (3ª giornata).

### Girone 1
| Squadra          | P.ti | G | V | P | S | RF | RS | DR |
| ---------------- | ---- | - | - | - | - | -- | -- | -- |
| Ural             | 6    | 2 | 2 | 0 | 0 | 6  | 1  | +5 |
| Veles Mosca      | 3    | 2 | 1 | 0 | 1 | 5  | 5  | 0  |
| Volga Ul'janovsk | 0    | 2 | 0 | 0 | 2 | 2  | 7  | -5 |

|                  | Ura   | Vel   | VUl |
| Ural             |       |       |     |
| Veles Mosca      | 1 - 3 |       |     |
| Volga Ul'janovsk | 0 - 3 | 2 - 4 |     |

### Girone 2
| Squadra       | P.ti | G | V | P | S | RF | RS | DR |
| ------------- | ---- | - | - | - | - | -- | -- | -- |
| Spartak Mosca | 3    | 2 | 1 | 0 | 1 | 5  | 2  | +3 |
| Rodina Mosca  | 3    | 2 | 1 | 0 | 1 | 4  | 5  | -1 |
| Enisej        | 3    | 2 | 1 | 0 | 1 | 1  | 3  | -2 |

|               | Eni   | Rod | Spa   |
| Enisej        |       |     | 1 - 0 |
| Rodina Mosca  | 3 - 0 |     | 1 - 5 |
| Spartak Mosca |       |     |       |

### Girone 3
| Squadra             | P.ti | G | V | P | S | RF | RS | DR |
| ------------------- | ---- | - | - | - | - | -- | -- | -- |
| Arsenal Tula        | 4    | 2 | 0 | 2 | 0 | 1  | 1  | 0  |
| Tekstilščik Ivanovo | 4    | 2 | 1 | 1 | 0 | 3  | 0  | +3 |
| Saljut Belgorod     | 1    | 2 | 0 | 1 | 1 | 1  | 4  | -3 |

|                     | ArT       | Sal | Tek   |
| Arsenal Tula        |           |     |       |
| Saljut Belgorod     | 4 - 5 (r) |     | 0 - 3 |
| Tekstilščik Ivanovo | 3 - 4 (r) |     |       |

### Girone 4
| Squadra     | P.ti | G | V | P | S | RF | RS | DR |
| ----------- | ---- | - | - | - | - | -- | -- | -- |
| Ufa         | 6    | 2 | 2 | 0 | 0 | 5  | 0  | +5 |
| Leningradec | 2    | 2 | 0 | 1 | 1 | 0  | 1  | -1 |
| Čertanovo   | 1    | 2 | 0 | 1 | 1 | 0  | 4  | -4 |

|              | Čer       | Len | Ufa   |
| Čertanovo    |           |     | 0 - 4 |
| Leningradets | 6 - 5 (r) |     | 0 - 1 |
| Ufa          |           |     |       |

### Girone 5
| Squadra         | P.ti | G | V | P | S | RF | RS | DR |
| --------------- | ---- | - | - | - | - | -- | -- | -- |
| Chimki          | 5    | 2 | 1 | 1 | 0 | 2  | 1  | +1 |
| Nižnij Novgorod | 3    | 2 | 0 | 2 | 0 | 1  | 1  | 0  |
| Zenit Irkutsk   | 1    | 2 | 0 | 1 | 1 | 0  | 1  | -1 |

|                 | Chi         | Niž       | Zen |
| Chimki          |             |           |     |
| Nižnij Novgorod | 10 - 11 (r) |           |     |
| Zenit Irkutsk   | 0 - 1       | 3 - 4 (r) |     |

### Girone 6
| Squadra        | P.ti | G | V | P | S | RF | RS | DR |
| -------------- | ---- | - | - | - | - | -- | -- | -- |
| Achmat Groznyj | 5    | 2 | 1 | 1 | 0 | 4  | 1  | +3 |
| Znamja Noginsk | 3    | 2 | 1 | 0 | 1 | 3  | 3  | 0  |
| Šinnik         | 1    | 2 | 0 | 1 | 1 | 1  | 4  | -3 |

|                | Ach       | Šin   | Zna |
| Achmat Groznyj |           |       |     |
| Šinnik         | 4 - 5 (r) |       |     |
| Znamja Noginsk | 0 - 3     | 3 - 0 |     |

### Girone 7
| Squadra                | P.ti | G | V | P | S | RF | RS | DR |
| ---------------------- | ---- | - | - | - | - | -- | -- | -- |
| Kryl'ja Sovetov Samara | 6    | 2 | 2 | 0 | 0 | 7  | 1  | +6 |
| Dinamo Stavropol'      | 3    | 2 | 1 | 0 | 1 | 4  | 4  | 0  |
| Rotor                  | 0    | 2 | 0 | 0 | 2 | 0  | 6  | -6 |

|                    | Din | Kry   | Rot   |
| Dinamo Stavropol'  |     | 1 - 4 | 3 - 0 |
| Kryl'ja Sovetov S. |     |       | 3 - 0 |
| Rotor              |     |       |       |

### Girone 8
| Squadra      | P.ti | G | V | P | S | RF | RS | DR |
| ------------ | ---- | - | - | - | - | -- | -- | -- |
| Soči         | 5    | 2 | 1 | 1 | 0 | 2  | 1  | +1 |
| Orenburg     | 4    | 2 | 1 | 1 | 0 | 4  | 1  | +3 |
| Zvezda Perm' | 0    | 2 | 0 | 0 | 2 | 0  | 4  | -4 |

|              | Ore   | Soč       | Zve |
| Orenburg     |       | 3 - 5 (r) |     |
| Soči         |       |           |     |
| Zvezda Perm' | 0 - 3 | 0 - 1     |     |

### Girone 9
| Squadra                 | P.ti | G | V | P | S | RF | RS | DR |
| ----------------------- | ---- | - | - | - | - | -- | -- | -- |
| SKA-Chabarovsk          | 6    | 2 | 2 | 0 | 0 | 4  | 1  | +3 |
| Rubin                   | 3    | 2 | 1 | 0 | 1 | 4  | 3  | +1 |
| Černomorec Novorossijsk | 0    | 2 | 0 | 0 | 2 | 3  | 7  | -4 |

|                    | Čer | Rub   | SKA   |
| Čern. Novorossijsk |     | 2 - 4 | 1 - 3 |
| Rubin Kazan'       |     |       |       |
| SKA-Ėnergija       |     | 1 - 0 |       |

### Girone 10
| Squadra              | P.ti | G | V | P | S | RF | RS | DR |
| -------------------- | ---- | - | - | - | - | -- | -- | -- |
| Tambov               | 6    | 2 | 2 | 0 | 0 | 4  | 1  | +3 |
| Mašuk-KMV Pjatigorsk | 3    | 2 | 1 | 0 | 1 | 2  | 2  | 0  |
| Dinamo Brjansk       | 0    | 2 | 0 | 0 | 2 | 0  | 3  | -3 |

|                   | Din   | Maš | Tam   |
| Dinamo Brjansk    |       |     | 0 - 2 |
| Mašuk-KMV Pjatig. | 1 - 0 |     | 1 - 2 |
| Tambov            |       |     |       |

## Ottavi di finale
In questa fase entrano le 6 squadre della Prem'er-Liga che partecipano alle coppe europee, le quali si uniscono alle 10 vincitrici dei gironi. Il sorteggio è stato effettuato il 10 novembre 2020.
| Squadra 1             | Risultato | Squadra 2              |
| --------------------- | --------- | ---------------------- |
| 20 febbraio 2021      |           |                        |
| Zenit San Pietroburgo | 1 – 2     | Arsenal Tula           |
| Dinamo Mosca          | 2 – 0     | Spartak Mosca          |
| 21 febbraio 2021      |           |                        |
| CSKA Mosca            | 2 – 0     | SKA-Chabarovsk         |
| Krasnodar             | 1 – 2     | Soči                   |
| Lokomotiv Mosca       | 3 – 0     | Tambov                 |
| Rostov                | 0 – 1     | Achmat Groznyj         |
| 22 febbraio 2021      |           |                        |
| Chimki                | 0 – 4     | Kryl'ja Sovetov Samara |
| 3 marzo 2021          |           |                        |
| Ufa                   | 3 – 0     | Ural                   |

## Quarti di finale
| Squadra 1              | Risultato | Squadra 2       |
| ---------------------- | --------- | --------------- |
| 7 aprile 2021          |           |                 |
| Achmat Groznyj         | 1 – 0     | Ufa             |
| Soči                   | 1 – 3     | Lokomotiv Mosca |
| 8 aprile 2021          |           |                 |
| Kryl'ja Sovetov Samara | 2 – 0     | Dinamo Mosca    |
| Arsenal Tula           | 1 – 2     | CSKA Mosca      |

## Semifinali
| Squadra 1       | Risultato       | Squadra 2              |
| --------------- | --------------- | ---------------------- |
| 21 aprile 2021  |                 |                        |
| Achmat Groznyj  | 0 – 0 (1-4 dtr) | Kryl'ja Sovetov Samara |
| Lokomotiv Mosca | 3 – 0           | CSKA Mosca             |

## Finale
| Arbitro: | Sergey Ivanov |

|                                         |           |             |
| Kamano 14’ Smolov 48’ (rig.) Murilo 84’ | Marcatori | 22’ Sarveli |